# Manuel Rivera-Ortiz
Manuel Rivera-Ortiz (né à Pozo Hondo, Guayama, Porto Rico, le 23 décembre 1968) est un photographe documentaire portoricain.

## Biographie
Manuel Rivera-Ortiz a grandi comme fils aîné dans une famille pauvre à Puerto Rico où il vivait dans une cabane sans eau courante et les planchers en terre battue,,. Son père était un travailleur migrant sur les champs de canne à sucre et les plantations de coton. À l’âge de douze ans, les parents se séparent et Rivera-Ortiz déménage avec son père, son frère et ses sœurs aux États-Unis à Holyoke, Massachusetts. La séparation de sa mère qu'il n'a plus jamais vue depuis le marque pour sa vie. Rivera-Ortiz fréquente le Nazareth College et en 1997-1998 il étudie à la Columbia University Graduate School of Journalism. Après ses études, il travaille comme journaliste pour des journaux et des magazines de renom (dont Elle et Democrate and Chronicle). Il se tourne ensuite vers le photojournalisme et la photographie documentaire et parcourt le monde en photographe humaniste. En 2010, Rivera-Ortiz vit à Rochester (New York) à New York et à Zurich, où il expose régulièrement ses œuvres.
En 2004, il reçoit le Prix des Nouveaux Travaux Photographiques (New Works Photography Award) de En Foco, et en 2007 le Prix "Artiste de l'Année" (Artist of the Year) du Conseil des arts et de la culture de Rochester (New York),,. 
En 2002, il a photographié Cuba, en comparant les conditions qu'il y trouva à Porto Rico de sa jeunesse. Il a exposé des photographies montrant la dignité des dalits ("intouchables") en Inde et du peuple Aymara sur l'altiplano aride de la Bolivie. Il a aussi photographié les conditions de vie au Kenya, en Turquie et en Thaïlande. En 2009, il fonda la Fondation Manuel Rivera-Ortiz (The Manuel Rivera-Ortiz Foundation for Documentary Photography & Film). En 2012, le travail de Manuel Rivera-Ortiz fut sélectionné par la Columbia University Graduate School of Journalism comme l'une des "50 histoires les plus importantes" (50 Great Stories), produites par les anciens élèves au cours des cent dernières années.
Manuel Rivera-Ortiz est un photographe autodidacte. Ses photographies reflètent ses qualités esthétiques. En effet, il suffit de regarder sa photographie « Récolte du tabac » prise à Cuba en 2002 pour se rendre compte de sa recherche systématique de perfection. Elle donne l’illusion d’une atmosphère parfaite, émanant d’un autre temps, d’une autre époque. 

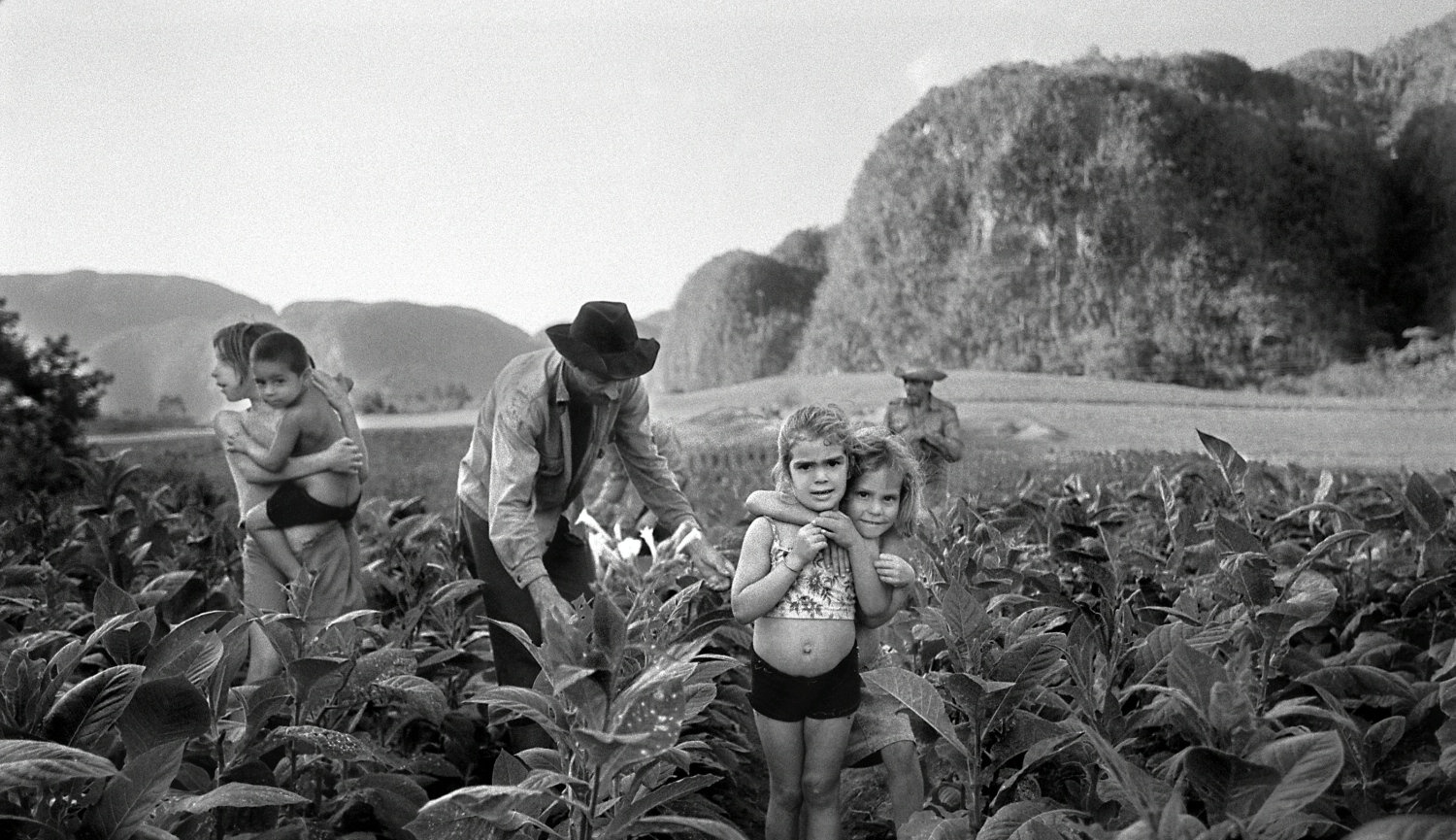
Récolte du tabac, Vallée de Viñales, Cuba (2002).
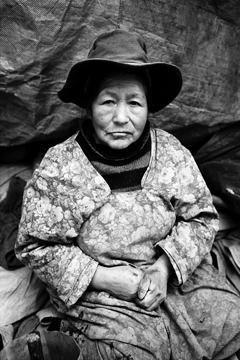
Veuve des mines, Potosí, Bolivie (2004).
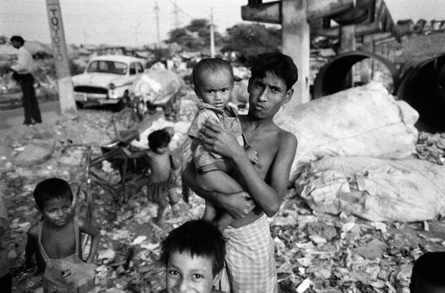
Décharge municipale, Yamuna River Slum, Delhi, Inde (2005).

## Expositions
- 2003 : Credit Suisse, New York
- 2005 : Chelsea Art Museum, New York
- 2006 : George Eastman House, Rochester (New York)
- 2007 : The Centre Gallery, Miami Dade College, Wolfson Campus, Miami
- 2007 : Art Off The Main, Art Expo, Puck Building, New York
- 2007 : Memorial Art Gallery, Rochester, NY
- 2007 : William Whipple Art Gallery, Southwest Minnesota State University, Marshall, MN
- 2007 : Columbia University Joseph Pulitzer Graduate School of Journalism, New York, NY
- 2007 : El Museo Francisco Oller y Diego Rivera, Buffalo, NY
- 2015 : Paris Photo, Grand Palais, Paris[12]
- 2016 : China International Photographic Art Festival (CIPAFE), Zhengzhou
- 2019 : Rencontres d'Arles, Arles, France[13]

## Collections
- Columbia University Graduate School of Journalism, NY
- George Eastman House, Rochester, NY[14]
- Lehigh University Art Galleries, Bethlehem, PA[15]
- Nelson-Atkins Museum of Art[16]

## Principales publications
- (en) Manuel Rivera-Ortiz, Christian Caujolle, Alan Griffiths, Enrico Stefanelli, Michael Benson, Tom Callinan (photogr. Manuel Rivera-Ortiz), India - A Celebration of Life, Kehrer, 2015, 168 p. (ISBN 978-3-86828-609-0)[17]
- (en) Manuel Rivera-Ortiz (photogr. Manuel Rivera-Ortiz), Cuba, Kehrer, 2021, 192 p. (ISBN 978-3-96900-030-4)[18]

## Fondation Manuel Rivera-Ortiz
La Fondation Manuel Rivera-Ortiz est une fondation à but non lucratif basée à Rochester, New York avec des bureaux à Paris et à Zurich. La fondation a été créée en 2010 par Manuel Rivera-Ortiz pour soutenir des photographes sous-représentées, en particulier des pays moins développés, dans quatre domaines spécifiques: la publication de livres, des expositions itinérantes, des prix et des bourses, et des programmes éducatifs,,,,,,. Le nom complet de la fondation est celui de The Manuel Rivera-Ortiz Foundation for Documentary Photography & Film.